# 大塚大輔
大塚 大輔（おおつか　たいすけ、1988年4月12日 - ）は、日本のラグビー選手。

## プロフィール
- 茨城県出身[1]。
- ポジションはセンター(CTB)。
- 身長 178cm、体重 88kg
- ニックネームはダイスケ。

## 略歴
ラグビーを始めたきっかけは兄、従兄がやっていたから。
2007年、清真学園高校卒業後、中央大学に入る。
2011年、中央大学卒業後、コカ･コーラウエストレッドスパークス（現・コカ･コーラレッドスパークス）に加入。
2013年11月30日に行われたジャパンラグビートップリーグ2ndステージ第1節のリコーブラックラムズ戦にて先発出場で公式戦初出場を果たす。
2017年、コカ・コーラレッドスパークスを退団した。